# 特雷肖湖

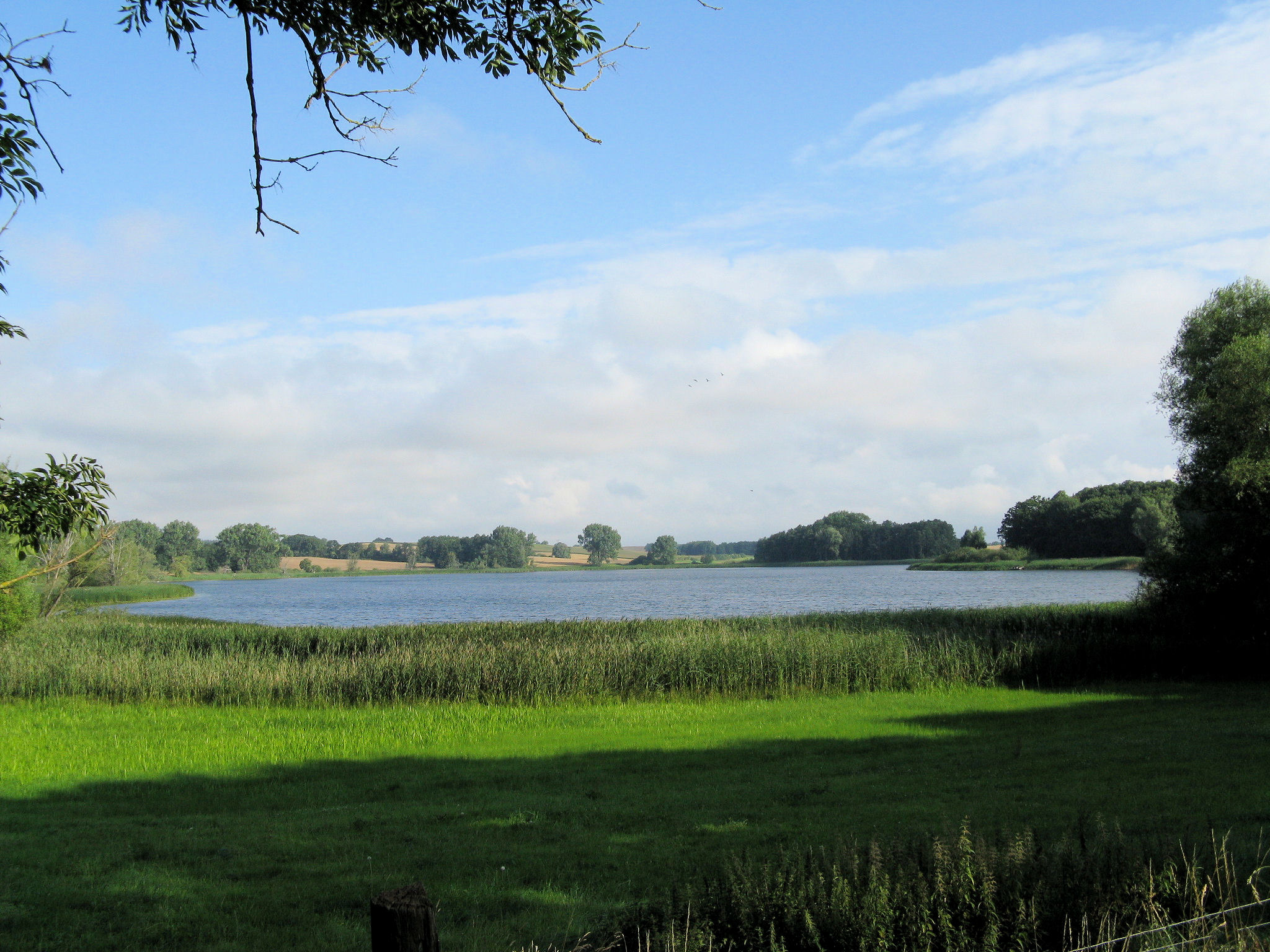

53°52′20″N 11°54′14″E / 53.87222°N 11.90389°E
特雷肖湖（德語：Trechower See），是德國的湖泊，位於該國東北部梅克倫堡-前波美拉尼亞州，由西北梅克倫堡縣負責管轄，長0.9公里、寬0.5公里，面積0.28平方公里，海拔高度43米，平均水深4米，最大水深7米。